# Adrian (Michigan)
Adrian település az Amerikai Egyesült Államok Michigan államában, Lenawee megyében, melynek megyeszékhelye is. Lakosainak száma 20 645 fő (2020. április 1.).

## Népesség
A település népességének változása:

| 2010 | 21 133 |
| 2020 | 20 645 |